# Schienenverkehr im Kosovo
| Intercity bei Bablak |                      |                                    |                                    |
| Eisenbahnnetz Kosovos |                      |                                    |                                    |
| Spurweite: | 1435 mm (Normalspur) |                                    |                                    |
| |                      |                                    |                                    |
| \| \| \| nach Kraljevo (Železnice Srbije) \| \| \| \| \| Staatsgrenze zu Serbien \| \| \| \| \| Donje Jarinje \| \| \| \| \| Lešak \| \| \| \| \| Leposavić \| \| \| \| \| Zvečan \| \| \| \| \| Kosovska Mitrovica Sever \| \| \| \| \| Mitrovica \| \| \| \| \| Vushtrria \| \| \| \| \| Prilluzha \| \| \| \| \| Obiliq \| \| \| \| \| nach Niš (Železnice Srbije) \| \| \| \| \| Staatsgrenze zu Serbien \| \| \| \| \| Livadhia \| \| \| \| \| Podujeva \| \| \| \| \| Bardhosh \| \| \| \| \| Pristina \| \| \| \| \| \| \| \| \| \| Fushë Kosova \| \| \| \| \| \| \| \| \| \| Golesh-Mine \| \| \| \| \| Drenas \| \| \| \| \| Bardh \| \| \| \| \| \| \| \| \| \| Klina \| \| \| \| \| Peja \| \| \| \| \| Xërxa \| \| \| \| \| Krusha e Vogël \| \| \| \| \| Prizren \| \| \| \| \| Mirad/Teretna \| \| \| \| \| Lipjan \| \| \| \| \| Bablak \| \| \| \| \| Ferizaj \| \| \| \| \| Gurëz \| \| \| \| \| Kaçanik \| \| \| \| \| Han i Elezit \| \| \| \| \| Staatsgrenze zu Nordmazedonien \| \| \| \| \| nach Skopje (Makedonski Železnici) \| \| |                      |                                    |                                    |
| Strecke |                      | nach Kraljevo (Železnice Srbije)   | nach Kraljevo (Železnice Srbije)   |
| Grenze |                      | Staatsgrenze zu Serbien            | Staatsgrenze zu Serbien            |
| Bahnhof |                      | Donje Jarinje                      | Donje Jarinje                      |
| Bahnhof |                      | Lešak                              | Lešak                              |
| Bahnhof |                      | Leposavić                          | Leposavić                          |
| Bahnhof |                      | Zvečan                             | Zvečan                             |
| Haltepunkt / Haltestelle Strecke ab hier außer Betrieb |                      | Kosovska Mitrovica Sever           | Kosovska Mitrovica Sever           |
| Bahnhof (Strecke außer Betrieb) |                      | Mitrovica                          | Mitrovica                          |
| Bahnhof (Strecke außer Betrieb) |                      | Vushtrria                          | Vushtrria                          |
| Bahnhof (Strecke außer Betrieb) |                      | Prilluzha                          | Prilluzha                          |
| Bahnhof (Strecke außer Betrieb) |                      | Obiliq                             | Obiliq                             |
| Strecke (außer Betrieb) · Strecke von links (außer Betrieb) |                      | nach Niš (Železnice Srbije)        | nach Niš (Železnice Srbije)        |
| Strecke (außer Betrieb) · Grenze (Strecke außer Betrieb) |                      | Staatsgrenze zu Serbien            | Staatsgrenze zu Serbien            |
| Strecke (außer Betrieb) · Bahnhof (Strecke außer Betrieb) |                      | Livadhia                           | Livadhia                           |
| Strecke (außer Betrieb) · Bahnhof (Strecke außer Betrieb) |                      | Podujeva                           | Podujeva                           |
| Strecke (außer Betrieb) · Bahnhof (Strecke außer Betrieb) |                      | Bardhosh                           | Bardhosh                           |
| Strecke (außer Betrieb) · Kopfbahnhof Strecke bis hier außer Betrieb |                      | Pristina                           | Pristina                           |
| Abzweig ehemals geradeaus und von links · Strecke nach rechts |                      |                                    |                                    |
| Bahnhof |                      | Fushë Kosova                       | Fushë Kosova                       |
| Strecke von links · Abzweig ehemals quer, nach links und nach rechts · Strecke von rechts |                      |                                    |                                    |
| Abzweig geradeaus und von links · Betriebs-/Güterbahnhof Streckenende und quer · Strecke |                      | Golesh-Mine                        | Golesh-Mine                        |
| Bahnhof · Strecke |                      | Drenas                             | Drenas                             |
| Bahnhof · Strecke |                      | Bardh                              | Bardh                              |
| Abzweig geradeaus und ehemals nach links · Strecke von rechts (außer Betrieb) · Strecke |                      |                                    |                                    |
| Bahnhof · Strecke (außer Betrieb) · Strecke |                      | Klina                              | Klina                              |
| Kopfbahnhof Streckenende · Strecke (außer Betrieb) · Strecke |                      | Peja                               | Peja                               |
| Dienststation / Betriebs- oder Güterbahnhof (Strecke außer Betrieb) · Strecke |                      | Xërxa                              | Xërxa                              |
| Dienststation / Betriebs- oder Güterbahnhof (Strecke außer Betrieb) · Strecke |                      | Krusha e Vogël                     | Krusha e Vogël                     |
| Betriebs-/Güterbahnhof Streckenende (Strecke außer Betrieb) · Strecke |                      | Prizren                            | Prizren                            |
| Bahnhof |                      | Mirad/Teretna                      | Mirad/Teretna                      |
| Bahnhof |                      | Lipjan                             | Lipjan                             |
| Bahnhof |                      | Bablak                             | Bablak                             |
| Bahnhof |                      | Ferizaj                            | Ferizaj                            |
| Bahnhof |                      | Gurëz                              | Gurëz                              |
| Bahnhof |                      | Kaçanik                            | Kaçanik                            |
| Bahnhof |                      | Han i Elezit                       | Han i Elezit                       |
| Grenze |                      | Staatsgrenze zu Nordmazedonien     | Staatsgrenze zu Nordmazedonien     |
| Strecke |                      | nach Skopje (Makedonski Železnici) | nach Skopje (Makedonski Železnici) |

Der Schienenverkehr im Kosovo spielt im gesamten Transportgeschehen des Landes nur eine marginale Rolle auf einem durch die Folgen der Auflösung Jugoslawiens rudimentären und zwischenzeitlich nur noch begrenzt verkehrstauglichen Schienennetz.

## Geschichte
1874 wurde die erste Eisenbahnstrecke auf dem Gebiet der heutigen Republik Kosovo errichtet. Sie führte von Skopje (Nordmazedonien) im Süden über Hani i Elezit und Fushë Kosova in nördliche Richtung nach Mitrovica. Erbaut wurde sie von der Compagnie des Chemins de fer Orientaux (CO), einer Eisenbahngesellschaft mit osmanischer Konzession.
Nach dem Ersten Weltkrieg ging die Eisenbahninfrastruktur dieser privaten Gesellschaft, soweit sie auf dem Staatsgebiet des Königreichs Jugoslawien lag, zu dem der Kosovo nun gehörte, in Staatseigentum über. Zwischen 1929 und 1991 wurden die Strecken der ehemaligen CO dort von den Jugoslovenske Železnice (JŽ) betrieben und gingen dann mit dem Zerfall Jugoslawiens an die Železnice Srbije (ŽS) über. Nach dem Kosovokrieg 1999 bildete sich aus den im Kosovo gelegenen Teilen der ŽS die Hekurudhat e Kosovës (HK) oder Kosovske Železnice (KŽ), die 2001 ihren regulären Betrieb aufnahm. Zwischen 1999 und 2001 war die Nutzung der kosovarischen Eisenbahnen kostenlos.
Am 3. März 2008 (drei Wochen nach der Unabhängigkeitserklärung des Kosovo) gab die serbische Eisenbahngesellschaft ŽS bekannt, dass sie nach neun Jahren wieder die „Kontrolle über ihre Infrastruktur im Nordkosovo“ zwischen den Bahnhöfen Lešak (Grenzbahnhof des Kosovo zu Serbien) und Zvečan bei Mitrovica übernommen habe. Sobald die Betriebssicherheit nach den serbischen Standards hergestellt worden sei, erklärte die ŽS den Eisenbahnverkehr auf dieser Strecke wieder aufzunehmen. Dazu sollten auch 50 serbische Eisenbahner, die bislang bei der kosovarischen Eisenbahn tätig waren, von der serbischen Eisenbahn übernommen werden. Diese hatten zuvor in Zvečan einen Personenzug, der zwischen Fushë Kosova und Lešak verkehrte, aufgehalten. Die serbische Eisenbahn hatte zum Zeitpunkt der Bekanntmachung die UNMIK-Mission über ihre Entscheidung nicht informiert.
Im September 2011 wurden die kosovarischen Eisenbahnen in zwei Unternehmen geteilt: Das Eisenbahnverkehrsunternehmen Trainkos und das Eisenbahninfrastrukturunternehmen Infrakos.

## Schienennetz
Infrakos hatte ein Schienennetz von 437 Kilometern Länge, von dem 333 Kilometer für den Personen- und Güterverkehr und 104 Kilometer nur für den Güterverkehr genutzt wurden. Das insgesamt nicht elektrifizierte Netz bestand im Wesentlichen aus den zwei sich in Fushë Kosova kreuzenden Strecken:
- Kraljevo in Westserbien über Mitrovica und Fushë Kosova nach Skopje in Nordmazedonien, der Hauptstrecke und
- Niš in Südserbien über die Hauptstadt Pristina und Fushë Kosova in zwei Abzweigungen nach Peja und Prizren.

Die übrigen Streckenabschnitte sind schon länger ohne Eisenbahnverkehr. Seit Jahren existieren Planungen, den Abschnitt von Prizren nach Albanien zu verlängern, um so einen Anschluss an das Netz der Hekurudha Shqiptare herzustellen. Diese Pläne sind bisher nicht über Absichtserklärungen hinausgekommen.

## Betrieb

### Personenverkehr
Der Schienenpersonenverkehr ist im Kosovo weitgehend zum Erliegen gekommen. Nur zwischen Pristina und Peja verkehrten zu Beginn des Jahres 2025 noch Personenzüge.

#### National
Es wurden im Personenverkehr die Zuggattungen Lokalzug, Freedom of Movement und InterCity unterschieden. Als Rollmaterial kamen meistens Y1 in Doppeltraktion oder eine Di 3 mit zwei ehemaligen SJ-Personenwagen zum Einsatz.
Bis März 2008 verkehrten zwei Freedom of Movement-Zugpaare von Fushë Kosova bis Lešak (nördlich von Leposavić), dieser Verkehr musste aber aufgrund der Spannungen mit Serbien aufgegeben werden. Zwischen Pristina und Peja verkehrten täglich zwei Lokalzug-Paare, wobei eine Zugkomposition in Peja übernachtet. Die Züge benötigten für diese Strecke knapp zwei Stunden. Der Betrieb der Strecke wurde am 3. August 2017 eingestellt, nachdem der Staat im Juni die Zahlungen an die Bahn eingestellt hatte und die Eigenmittel verbraucht waren. Seit 5. Oktober 2017 verkehrt, nachdem der Staat für ein Zugpaar pro Tag wieder zahlt, hier der IC 760/761.

#### International
Zwischen Fushë Kosova und Han i Elezit (Grenze zu Nordmazedonien) verkehrten zwei Freedom of Movement-Zugpaare sowie ein Lokalzug-Paar. Als einzige internationale Personenzugverbindung aus dem Kosovo (und einziger Personenzug des Landes überhaupt) verkehrte das InterCity-Zugpaar (IC 891/892) von Pristina über Fushë Kosova nach Skopje und zurück. Der InterCity besteht normalerweise aus einem ehemaligen SJ-Wagen der Trainkos und einem Personenwagen der Makedonski železnici. Die Züge benötigen für die Strecke Fushë Kosova-Han i Elezit knapp anderthalb Stunden. Mittlerweile ist auch diese Verbindung eingestellt worden, sodass der Kosovo nicht mit der Bahn aus dem Ausland zu erreichen ist.
2013 verkehrten im Nordkosovo zweimal täglich Dieseltriebwagen der serbischen Baureihe 711 von Kraljevo über Raška und den Grenzbahnhof Lešak hinaus bis Zvečan, dem letzten Bahnhof vor Mitrovica und zugleich dem letzten Ort im vorwiegend von Serben bewohnten Gebiet. Über dieses Teilstück findet sowohl Personen- wie auch Güteraustausch mit Serbien statt, so dass unter anderem Treibstoff ohne Zollabgabe an den kosovarischen Staat in den Kosovo transportiert wird. Die Bahnhöfe sind mit serbischem Personal besetzt, und Fahrkarten werden in Dinar bezahlt. Die politischen Spannungen verhindern jeglichen Zugverkehr zwischen Zvečan und Mitrovica. Südlich von Mitrovica wird die Strecke grundsätzlich von den kosovarischen Eisenbahnen betrieben, es gibt regelmäßigen Güterverkehr aber nur bis Obiliq.

### Güterverkehr

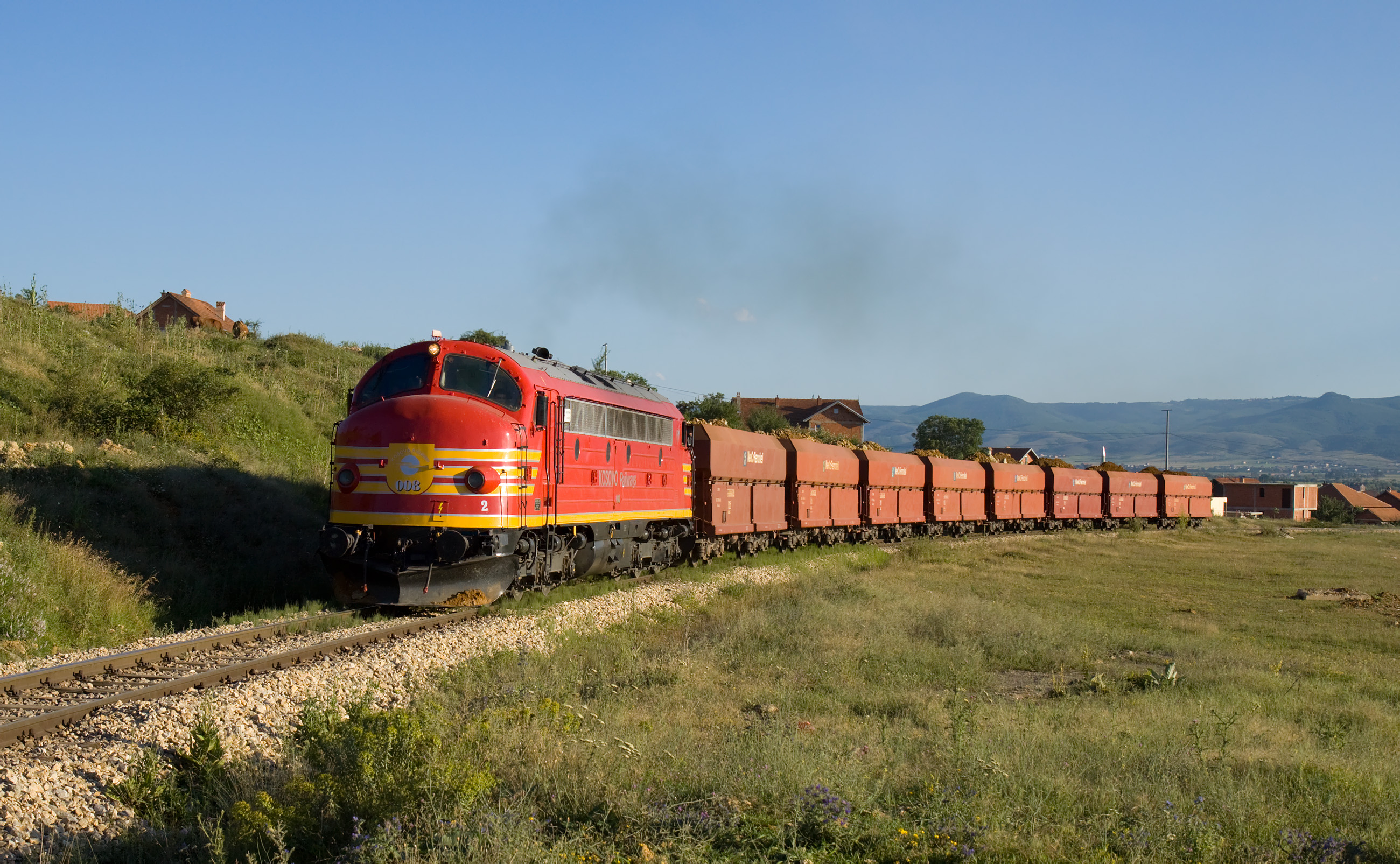
Di 3 008 (ex NSB Di 3b 643) „NOHAB“ mit Güterzug

Der internationale Güterverkehr wird auch über Han i Elezit abgewickelt, das Containerterminal befindet sich in der Nähe des Flughafens Pristina beim Bahnhof Mirad. Der nationale Güterverkehr bedient mehrere über das gesamte Staatsgebiet verstreute Betriebe.